# 470 (vela)
El 470 es una clase internacional de embarcación a vela diseñada por André Cornu en 1963. Es clase olímpica desde 1976 en hombres y desde 1988 en mujeres. Toma su nombre de las medidas de su eslora. Es una embarcación para navegantes avanzados, con un aparejo muy técnico, que incluye trapecio.

## Palmarés olímpico de la clase

### 1976 Montreal
| Medalla | Regatistas (Hombres)                    |
| Oro     | Harro BODE y Frank HUBNER (FRA)         |
| Plata   | Antonio GOROSTEGUI y Pedro MILLET (ESP) |
| Bronce  | Ian BROWN y Ian RUFF (AUS)              |

### 1980 Moscú
| Medalla | Regatistas (Hombres)                                      |
| Oro     | Eduardo Henrique PENIDO y Marcos PINTO RIZZO SOARES (BRA) |
| Plata   | Jorn BOROWSKI y Egbert SWENSSON (GDR)                     |
| Bronce  | Jouko LINDGREN y Georg TALLBERG (FIN)                     |

### 1984 Los Ángeles
| Medalla | Regatistas (Hombres)                            |
| Oro     | Luis Doreste y Roberto Molina (ESP)             |
| Plata   | Stephen Benjamin y Christopher Steinfield (USA) |
| Bronce  | Thierry Pepponnet y Luc Pillot (FRA)            |

### 1988 Seúl
| Medalla | Regatistas (Hombres)                |
| Oro     | Thierry PEPONNET y Luc PILLOT (FRA) |
| Plata   | Tonu TONISTE y Toomas TONISTE (URS) |
| Bronce  | Charles McKEE y John SHADDEN (USA)  |

| Medalla | Regatistas (Mujeres)                           |
| Oro     | Lynne JEWELL y Allison JOLLY (USA)             |
| Plata   | Birgitta BENGTSSON y Marit SODERSTROM (SWE)    |
| Bronce  | Irina CHUNIKHOVSKAYA y Larisa MOSKALENKO (URS) |

### 1992 Barcelona
| Medalla | Regatistas (Hombres)                                   |
| Oro     | Jordi CALAFAT ESTERLICH y Francisco SANCHEZ LUNA (ESP) |
| Plata   | Kevin BURNHAM y Morgan REESER (USA)                    |
| Bronce  | Tonu TONISTE y Toomas TONISTE (EST)                    |

| Medalla | Regatistas (Mujeres)                           |
| Oro     | Patricia GUERRA CABRERA y Theresa ZABELL (ESP) |
| Plata   | Leslie EGNOT y Janet SHEARER (NZL)             |
| Bronce  | Pamela HEALY y Jennifer ISLER (USA)            |

### 1996 Atlanta
| Medalla | Regatistas (Hombres)                      |
| Oro     | Yevhen Braslavets y Ihor Matviyenko (UCR) |
| Plata   | John Merricks y Ian Walker (UK)           |
| Bronce  | Nuno Barreto y Hugo Rocha (POR)           |

| Medalla | Regatistas (Mujeres)                       |
| Oro     | Begoña Vía-Dufresne y Theresa Zabell (ESP) |
| Plata   | Alicia Kinoshita y Yumiko Shige (JAP)      |
| Bronce  | Olena Pajolchyk y Ruslana Taran (UCR)      |

### 2000 Sídney
| Medalla | Regatistas (Hombres)                   |
| Oro     | Mark Turnbull y Tom King (AUS)         |
| Plata   | Paul Foerster y Robert Merrick (EUA)   |
| Bronce  | Javier Conte y Juan De la Fuente (ARG) |

| Medalla | Regatistas (Mujeres)                    |
| Oro     | Belinda Stowell y Jenny Armstrong (AUS) |
| Plata   | Jennifer Isler y Pease Glaser (EUA)     |
| Bronce  | Olena Pajolchyk y Ruslana Taran (UCR)   |

### 2004 Atenas
| Medalla | Regatistas (Hombres)                 |
| Oro     | Paul Foerster y Kevin Burnham (EUA)  |
| Plata   | Nick Rogers y Joe Glanfield (RU)     |
| Bronce  | Kazuto Seki y Kenjiro Todoroki (JAP) |

| Medalla | Regatistas (Mujeres)                          |
| Oro     | Sofía Bekatoru y Emilía Tsulfa (GRE)          |
| Plata   | Natalia Vía-Dufresne y Sandra Azón (ESP)      |
| Bronce  | Therese Torgersson y Vendela Zachrisson (SUE) |